# Cyrtandra vescoi
Cyrtandra vescoi är en tvåhjärtbladig växtart som beskrevs av Emmanuel Drake del Castillo. Cyrtandra vescoi ingår i släktet Cyrtandra och familjen Gesneriaceae. Inga underarter finns listade i Catalogue of Life.